# Гіффнок
Гі́ффнок (англ. Giffnock) — місто в центрі Шотландії, адміністративний центр області Східний Ренфрюшир.
Населення міста становить 16 260 осіб (2006).